# ECHL 2001/02
Die Saison 2001/02 war die 14. reguläre Saison der East Coast Hockey League (ECHL). Die 29 Teams absolvierten in der regulären Saison je 72 Begegnungen. Das punktbeste Team der regulären Saison waren die Louisiana IceGators, während die Greenville Grrrowl in den Play-offs ihren ersten Kelly Cup überhaupt gewannen.

## Teamänderungen
Folgende Änderungen wurden vor Beginn der Saison vorgenommen:
- Die Columbus Chill wurden reaktiviert und nach Reading, Pennsylvania, umgesiedelt, wo sie fortan unter dem Namen Reading Royals aktiv waren.
- Die Hampton Roads Admirals wurden reaktiviert und nach Columbus, Georgia, umgesiedelt, wo sie fortan unter dem Namen Columbus Cottonmouths aktiv waren.
- Die Miami Matadors wurden reaktiviert und nach Cincinnati, Ohio, umgesiedelt, wo sie fortan unter dem Namen Cincinnati Cyclones aktiv waren.
- Die Birmingham Bulls wurden nach Atlantic City, New Jersey, umgesiedelt und waren fortan als Atlantic City Boardwalk Bullies aktiv.
- Die Tallahassee Tiger Sharks wurden nach Macon, Georgia, umgesiedelt und waren fortan als Macon Whoopee aktiv.
- Die Columbia Inferno wurden als Expansionsteam in die Liga aufgenommen.

## Reguläre Saison

### Abschlusstabellen
Abkürzungen: GP = Spiele, W = Siege, L = Niederlagen, T = Unentschieden, OTL = Niederlage nach Overtime, GF = Erzielte Tore, GA = Gegentore, Pts = Punkte

#### Northern Conference
| Northeast Division              | GP | W  | L  | SOL | GF  | GA  | Pts |
| ------------------------------- | -- | -- | -- | --- | --- | --- | --- |
| Trenton Titans                  | 72 | 46 | 16 | 10  | 238 | 178 | 102 |
| Charlotte Checkers              | 72 | 41 | 20 | 11  | 256 | 207 | 93  |
| Atlantic City Boardwalk Bullies | 72 | 42 | 22 | 8   | 233 | 209 | 92  |
| Roanoke Express                 | 72 | 35 | 26 | 11  | 242 | 223 | 81  |
| Richmond Renegades              | 72 | 32 | 30 | 10  | 191 | 225 | 74  |
| Reading Royals                  | 72 | 27 | 36 | 9   | 182 | 215 | 63  |
| Greensboro Generals             | 72 | 23 | 41 | 8   | 188 | 278 | 54  |

| Northwest Division  | GP | W  | L  | SOL | GF  | GA  | Pts |
| ------------------- | -- | -- | -- | --- | --- | --- | --- |
| Dayton Bombers      | 72 | 40 | 20 | 12  | 222 | 196 | 92  |
| Peoria Rivermen     | 72 | 41 | 23 | 8   | 206 | 179 | 90  |
| Johnstown Chiefs    | 72 | 39 | 31 | 2   | 220 | 232 | 80  |
| Cincinnati Cyclones | 72 | 36 | 30 | 6   | 210 | 207 | 78  |
| Wheeling Nailers    | 72 | 36 | 32 | 4   | 213 | 208 | 76  |
| Toledo Storm        | 72 | 28 | 34 | 10  | 225 | 265 | 66  |

#### Southern Conference
| Southeast Division       | GP | W  | L  | SOL | GF  | GA  | Pts |
| ------------------------ | -- | -- | -- | --- | --- | --- | --- |
| Greenville Grrrowl       | 72 | 43 | 23 | 6   | 231 | 198 | 92  |
| Pee Dee Pride            | 72 | 41 | 25 | 6   | 236 | 218 | 88  |
| Columbia Inferno         | 72 | 36 | 22 | 14  | 211 | 197 | 86  |
| South Carolina Stingrays | 72 | 39 | 26 | 7   | 235 | 225 | 85  |
| Florida Everblades       | 72 | 37 | 27 | 8   | 207 | 221 | 82  |
| Augusta Lynx             | 72 | 36 | 26 | 10  | 218 | 224 | 82  |
| Macon Whoopee            | 72 | 29 | 31 | 12  | 194 | 228 | 70  |
| Columbus Cottonmouths    | 72 | 24 | 37 | 11  | 197 | 242 | 59  |

| Southwest Division     | GP | W  | L  | SOL | GF  | GA  | Pts |
| ---------------------- | -- | -- | -- | --- | --- | --- | --- |
| Louisiana IceGators    | 72 | 56 | 12 | 4   | 261 | 156 | 116 |
| Mississippi Sea Wolves | 72 | 41 | 26 | 5   | 251 | 232 | 87  |
| Pensacola Ice Pilots   | 72 | 38 | 28 | 6   | 247 | 242 | 82  |
| Jackson Bandits        | 72 | 34 | 29 | 9   | 187 | 202 | 77  |
| New Orleans Brass      | 72 | 36 | 32 | 4   | 211 | 209 | 76  |
| Mobile Mysticks        | 72 | 28 | 26 | 18  | 215 | 237 | 74  |
| Arkansas RiverBlades   | 72 | 31 | 31 | 10  | 189 | 206 | 72  |
| Baton Rouge Kingfish   | 72 | 29 | 35 | 8   | 187 | 244 | 66  |

## Kelly-Cup-Playoffs

### Qualifikation der Southern Conference
- (SE4) South Carolina Stingrays - (SE5) Florida Everblades 0:1
- (SW4) Jackson Bandits - (SW5) New Orleans Brass 1:0

### Turnierplan
|  | Erste Runde | Erste Runde                     | Erste Runde            |                                 |                                 | Zweite Runde | Zweite Runde | Zweite Runde |  |  | Dritte Runde | Dritte Runde | Dritte Runde |  |  | Kelly-Cup-Finale | Kelly-Cup-Finale | Kelly-Cup-Finale |
|  |             |                                 |                        |                                 |                                 |              |              |              |  |  |              |              |              |  |  |                  |                  |                  |
|  | NE1         | Trenton Titans                  | 3                      |                                 |                                 |              |              |              |  |  |              |              |              |  |  |                  |                  |                  |
|  | NE4         | Roanoke Express                 | 1                      |                                 |                                 |              |              |              |  |  |              |              |              |  |  |                  |                  |                  |
|  | NE4         | Roanoke Express                 | 1                      | NE1                             | Trenton Titans                  | 0            |              |              |  |  |              |              |              |  |  |                  |                  |                  |
|  |             |                                 |                        | NE1                             | Trenton Titans                  | 0            |              |              |  |  |              |              |              |  |  |                  |                  |                  |
|  |             |                                 | NE3                    | Atlantic City Boardwalk Bullies | 3                               |              |              |              |  |  |              |              |              |  |  |                  |                  |                  |
|  | NE2         | Charlotte Checkers              | NE3                    | Atlantic City Boardwalk Bullies | 3                               | 2            |              |              |  |  |              |              |              |  |  |                  |                  |                  |
|  | NE2         | Charlotte Checkers              |                        |                                 |                                 | 2            |              |              |  |  |              |              |              |  |  |                  |                  |                  |
|  | NE3         | Atlantic City Boardwalk Bullies | 3                      |                                 |                                 |              |              |              |  |  |              |              |              |  |  |                  |                  |                  |
|  | NE3         | Atlantic City Boardwalk Bullies | 3                      | NE3                             | Atlantic City Boardwalk Bullies | 1            |              |              |  |  |              |              |              |  |  |                  |                  |                  |
|  |             |                                 |                        | NE3                             | Atlantic City Boardwalk Bullies | 1            |              |              |  |  |              |              |              |  |  |                  |                  |                  |
|  |             | NW1                             | Dayton Bombers         | 3                               |                                 |              |              |              |  |  |              |              |              |  |  |                  |                  |                  |
|  | NW1         | NW1                             | Dayton Bombers         | 3                               | Dayton Bombers                  | 3            |              |              |  |  |              |              |              |  |  |                  |                  |                  |
|  | NW1         |                                 |                        |                                 | Dayton Bombers                  | 3            |              |              |  |  |              |              |              |  |  |                  |                  |                  |
|  | NW4         | Cincinnati Cyclones             | 0                      |                                 |                                 |              |              |              |  |  |              |              |              |  |  |                  |                  |                  |
|  | NW4         | Cincinnati Cyclones             | 0                      | NW1                             | Dayton Bombers                  | 3            |              |              |  |  |              |              |              |  |  |                  |                  |                  |
|  |             |                                 |                        | NW1                             | Dayton Bombers                  | 3            |              |              |  |  |              |              |              |  |  |                  |                  |                  |
|  |             |                                 | NW3                    | Johnstown Chiefs                | 0                               |              |              |              |  |  |              |              |              |  |  |                  |                  |                  |
|  | NW2         | Peoria Riverman                 | NW3                    | Johnstown Chiefs                | 0                               | 2            |              |              |  |  |              |              |              |  |  |                  |                  |                  |
|  | NW2         | Peoria Riverman                 |                        |                                 |                                 |              |              |              |  |  |              |              |              |  |  |                  |                  |                  |
|  | NW3         | Johnstown Chiefs                | 3                      |                                 |                                 |              |              |              |  |  |              |              |              |  |  |                  |                  |                  |
|  | NW3         | Johnstown Chiefs                | 3                      | SE1                             | Dayton Bombers                  | 0            |              |              |  |  |              |              |              |  |  |                  |                  |                  |
|  |             |                                 |                        |                                 |                                 |              |              |              |  |  |              |              |              |  |  |                  |                  |                  |
|  |             | NW1                             | Greenville Grrrowl     | 4                               |                                 |              |              |              |  |  |              |              |              |  |  |                  |                  |                  |
|  | SE1         | NW1                             | Greenville Grrrowl     | 4                               | Greenville Grrrowl              | 3            |              |              |  |  |              |              |              |  |  |                  |                  |                  |
|  | SE1         |                                 |                        |                                 | Greenville Grrrowl              | 3            |              |              |  |  |              |              |              |  |  |                  |                  |                  |
|  | SE5         | Florida Everblades              | 2                      |                                 |                                 |              |              |              |  |  |              |              |              |  |  |                  |                  |                  |
|  | SE5         | Florida Everblades              | 2                      | SE1                             | Greenville Grrrowl              | 3            |              |              |  |  |              |              |              |  |  |                  |                  |                  |
|  |             |                                 |                        | SE1                             | Greenville Grrrowl              | 3            |              |              |  |  |              |              |              |  |  |                  |                  |                  |
|  |             |                                 | SE2                    | Pee Dee Pride                   | 1                               |              |              |              |  |  |              |              |              |  |  |                  |                  |                  |
|  | SE2         | Pee Dee Pride                   | SE2                    | Pee Dee Pride                   | 1                               | 3            |              |              |  |  |              |              |              |  |  |                  |                  |                  |
|  | SE2         | Pee Dee Pride                   |                        |                                 |                                 | 3            |              |              |  |  |              |              |              |  |  |                  |                  |                  |
|  | SE3         | Columbia Inferno                | 2                      |                                 |                                 |              |              |              |  |  |              |              |              |  |  |                  |                  |                  |
|  | SE3         | Columbia Inferno                | 2                      | SE1                             | Greenville Grrrowl              | 3            |              |              |  |  |              |              |              |  |  |                  |                  |                  |
|  |             |                                 |                        | SE1                             | Greenville Grrrowl              | 3            |              |              |  |  |              |              |              |  |  |                  |                  |                  |
|  |             | SW2                             | Mississippi Sea Wolves | 1                               |                                 |              |              |              |  |  |              |              |              |  |  |                  |                  |                  |
|  | SW1         | SW2                             | Mississippi Sea Wolves | 1                               | Louisiana IceGators             | 2            |              |              |  |  |              |              |              |  |  |                  |                  |                  |
|  | SW1         |                                 |                        |                                 |                                 |              |              |              |  |  |              |              |              |  |  |                  |                  |                  |
|  | SW4         | Jackson Bandits                 | 3                      |                                 |                                 |              |              |              |  |  |              |              |              |  |  |                  |                  |                  |
|  | SW4         | Jackson Bandits                 | 3                      | SW4                             | Jackson Bandits                 | 0            |              |              |  |  |              |              |              |  |  |                  |                  |                  |
|  |             |                                 |                        | SW4                             | Jackson Bandits                 | 0            |              |              |  |  |              |              |              |  |  |                  |                  |                  |
|  |             |                                 | SW2                    | Mississippi Sea Wolves          | 3                               |              |              |              |  |  |              |              |              |  |  |                  |                  |                  |
|  | SW2         | Mississippi Sea Wolves          | SW2                    | Mississippi Sea Wolves          | 3                               | 3            |              |              |  |  |              |              |              |  |  |                  |                  |                  |
|  | SW2         | Mississippi Sea Wolves          |                        |                                 |                                 |              |              |              |  |  |              |              |              |  |  |                  |                  |                  |
|  | SW3         | Pensacola Ice Pilots            | 0                      |                                 |                                 |              |              |              |  |  |              |              |              |  |  |                  |                  |                  |

### Kelly-Cup-Sieger
| Kelly-Cup-Sieger Greenville Grrrowl | David Bell, Zdeněk Blatný, Jeff Dessner, Simon Gamache, Tyrone Garner, Jay Langager, Eric Lind, Martin Máša, Colin Pepperall, Jayme Platt, Jonathan Roy, Steve Rymsha, Luke Sellars, Judd Strauss, Ryan Stewart, Simon Tremblay, Roger Trudeau, Eric Van Acker, Sean Venedam, Damon Whitten Cheftrainer: John Marks Assistenztrainer: Nick Vitucci |

## Vergebene Trophäen
| Auszeichnung                                                                   | Spieler                     | Team                 |
| ------------------------------------------------------------------------------ | --------------------------- | -------------------- |
| ECHL Coach of the Year Bester Trainer                                          | Dave Farrish                | Louisiana IceGators  |
| ECHL Most Valuable Player Bester Spieler der regulären Saison                  | Frédéric Cloutier           | Louisiana IceGators  |
| Kelly Cup Playoffs Most Valuable Player Bester Spieler der Playoffs            | Simon Gamache Tyrone Gorner | Greenville Grrrowl   |
| ECHL Rookie of the Year Bester Rookie der regulären Saison                     | Frédéric Cloutier           | Louisiana IceGators  |
| ECHL Goaltender of the Year Bester Torwart der regulären Saison                | Frédéric Cloutier           | Louisiana IceGators  |
| ECHL Defenseman of the Year Bester Verteidiger der regulären Saison            | Duncan Dalmao               | Roanoke Express      |
| ECHL Leading Scorer Bester Scorer der regulären Saison                         | Louis Dumont                | Pensacola Ice Pilots |
| ECHL Plus Performer Award Spieler mit der besten Plus/Minus-Bilanz             | Kostjantyn Kalmykow         | Louisiana IceGators  |
| ECHL Sportsmanship Award Hoher sportlicher Standard und vorbildliches Benehmen | Ben Stafford                | Trenton Titans       |
| Kelly Cup Gewinner der ECHL-Playoffs                                           | Greenville Grrrowl          | Greenville Grrrowl   |
| Henry Brabham Cup Bestes Team der regulären Saison                             | Louisiana IceGators         | Louisiana IceGators  |
| Northern Conference Champion Bestes Team der Northern Conference               | Dayton Bombers              | Dayton Bombers       |
| Southern Conference Champion Bestes Team der Southern Conference               | Greenville Grrrowl          | Greenville Grrrowl   |